# 93
Aquesta pàgina és per a l'any. Per al nombre, vegeu noranta-tres.
El 93 (XCIII) fou un any comú començat en dimarts del calendari julià.

## Esdeveniments
- Flavi Josep acaba les seves Antiguitats judaiques.[1]
- Plini el Jove és anomenat pretor.[2]
- Els Sienpei, horda dels límits de la moderna Manxúria derroten completament els Xiongnu, establint el seu propi estat.[3]